# Theneuil
Theneuil – miejscowość i gmina we Francji, w Regionie Centralnym, w departamencie Indre i Loara.
Według danych na rok 1990 gminę zamieszkiwało 285 osób, a gęstość zaludnienia wynosiła 29 osób/km² (wśród 1842 gmin Regionu Centralnego Theneuil plasuje się na 856. miejscu pod względem liczby ludności, natomiast pod względem powierzchni na miejscu 1155.).